# Catasetum laminatum
Catasetum laminatum (tên tiếng Anh là Scaled Catasetum) là một loài phong lan.

## Hình ảnh

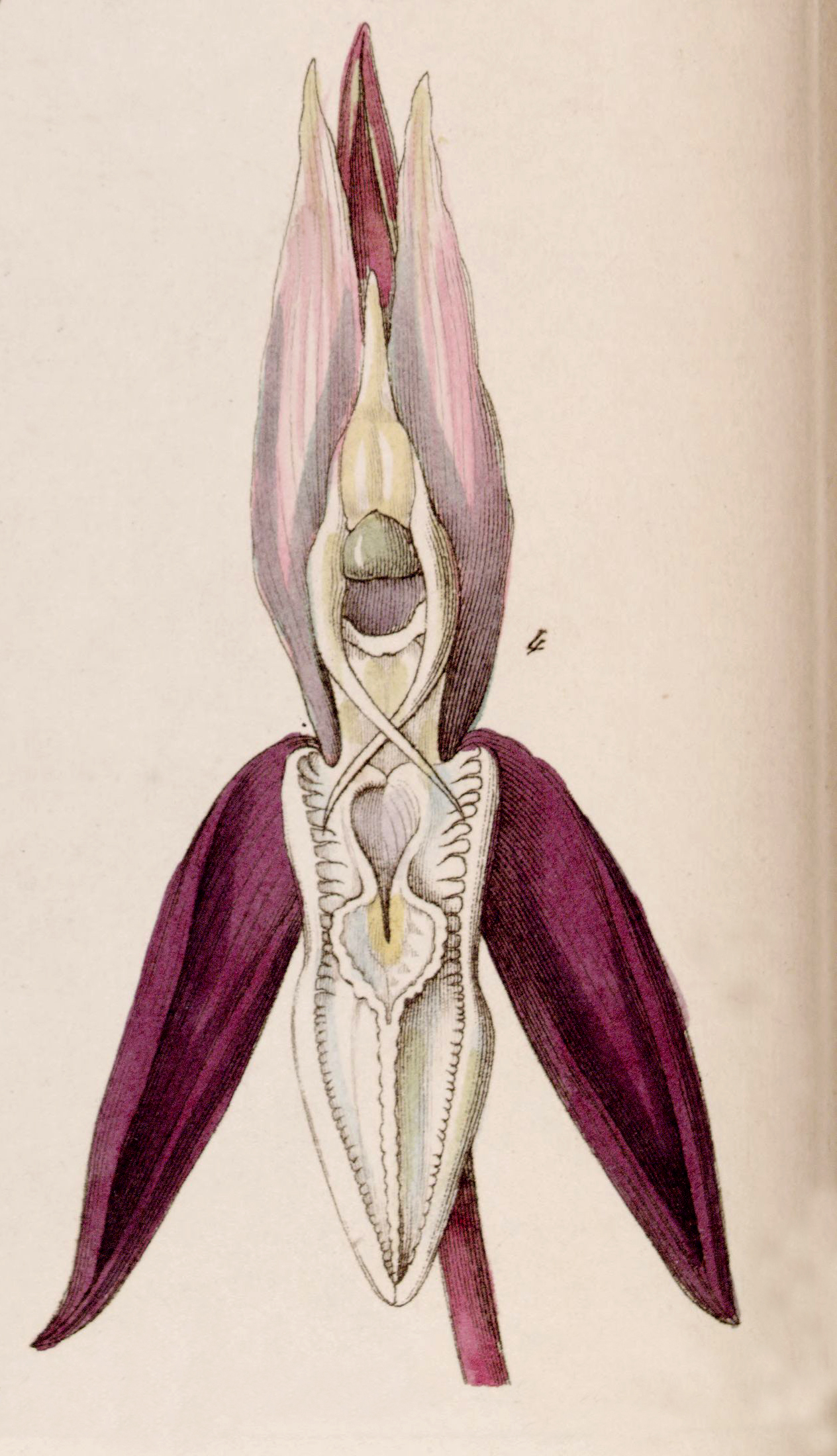